# マイレックス
マイレックス（英: Mirex）は、炭素と塩素だけでできた、有機塩素化合物の1種である。殺虫剤や難燃剤として使用された。現在は残留性有機汚染物質に関するストックホルム条約により製造および使用が禁止されている。日本でも化審法により第一種特定化学物質として規制されている。

## 用途
マイレックスはアメリカンサイアナミッド社（現BASF）が開発した殺虫剤であった。1946年にプリンス（Hendrik Jacobus Prins）により発見され、1955年にヒアリに対する殺虫剤として使用が始まった。多くの場合、トウモロコシの軸85%に大豆油14.7%、マイレックス0.3%を加えた毒餌として散布された。「Dechlorane（デクロラン）」などの商品名があったものの、日本では農薬登録を受けなかった。分解されにくさと親油性があるため普及したものの、そのことが生物濃縮の原因となり、アメリカやカナダでは1978年に使用が禁止された。また、2001年に採択されて、2004年に発効したストックホルム条約でも、その製造と使用が禁止された。

## 製法
塩化アルミニウムの存在下で、ヘキサクロロシクロペンタジエンの二量化によって製造される。

## 安全性
半数致死量（LD50）はラットへの経口投与で600mg/kg（コーン油添加）。ラットへの経皮投与の場合は2000mg/kg以上。国際がん研究機関(IARC)は発癌性についてグループ2B（人に対し発癌性があるかもしれない）としている。ニジマスの96時間半数致死濃度（LC50）は0.023mg/Lと強い魚毒性を持ち、分解されにくいため長期間環境に影響する。分解生成物としてクロルデコンを生じる。

## 日本における検出
日本では使用されなかったが環境中から検出される。これは大気循環によって使用地域から飛来したものとされている。